# Anatoli Maltsev
Anatoli Maltsev (rus: Анатолий Иванович Мальцев)  (Misheronskii, 14 de novembre de 1909 (Julià) - Novossibirsk, 7 de juliol de 1967), a vegades transliterat Malcev o  Mal'cev, va ser un matemàtic soviètic.
Fill de família humil, el seu pare era bufador de vidre, durant la seva escolarització va destacar per la seva facilitat amb les matemàtiques. El 1927, després d'estudiar dos cursos al Col·legi Pedagògic Minerovodsky, va ingressar en la universitat Estatal de Moscou en la qual es va graduar el 1931 i doctorar el 1937 amb una tesi dirigida per Andrei Kolmogórov. A partir de 1931 va treballar a Ivànovo, primer com assistent a l'Institut d'Enginyeria Energètica i, a partir de 1933, a l'Institut Pedagògic. Entre 1939 i 1941 va fer treball de recerca a l'Institut Steklov de Matemàtiques. El 1958 va ser convidat per Mikhaïl Lavréntiev a la creació d'Akademgorodok i de la universitat de Novossibirsk i es va traslladar a viure a aquesta ciutat en la qual va morir sobtadament el 1967.
Els treballs científics de Maltsev van versar, principalment, sobre àlgebra i lògica matemàtica. És recordat pel seu teorema de compacitat que estableix que un conjunt de proposicions només és consistent si i només si les proposicions tenen un model. En total, va publicar més de cent trenta articles científics.